# Live at the Palladium
Live at Palladium – drugi koncertowy album w dyskografii duetu The Carpenters. Ukazał się w Anglii nakładem wytwórni A&M Records 1 stycznia 1977 pod numerem katalogowym AMLS 68403. Zawiera zapis z występów w londyńskim Palladium między 22 a 27 listopada 1976. Pomimo iż album ten nie był promowany żadnym singlem, dotarł do miejsca 28. brytyjskiej listy UK Albums Chart. Na okładce płyty Karen Carpenter ubrana jest w taką samą sukienkę jak w programie „The Carpenters' Very First Television Special”.

## Lista utworów
źródło:
Strona A
1. „Flat Baroque” (Richard Carpenter) – 1:33
2. „There's a Kind of Hush” (Les Reed, Geoff Stephens) – 2:16
3. „Jambalaya (On the Bayou)” (Hank Williams) – 2:51
4. Medley – 5:34
  1. „Piano Picker” (Randy Edelman)
  2. „Strike Up the Band” (George Gershwin, Ira Gershwin)
  3. „S'Wonderful” (George Gershwin, Ira Gershwin)
  4. „Fascinatin' Rhythm” (George Gershwin, Ira Gershwin)
  5. „Warsaw Concerto” (Richard Addinsell) – 6:35
  6. „From This Moment On” (Cole Porter) – 2:11

Strona B
1. Medley – 15:44
  1. „(They Long to Be) Close to You” (Burt Bacharach, Hal David)
  2. „For All We Know” (Fred Karlin, Robb Wilson, Arthur James)
  3. „Top Of The World” (Richard Carpenter, John Bettis)
  4. „Ticket to Ride” (John Lennon, Paul McCartney)
  5. „Only Yesterday” (Richard Carpenter, John Bettis)
  6. „I Won't Last a Day Without You” (Paul Williams, Roger Nichols)
  7. „Hurting Each Other” (Peter Udell, Gary Geld)
  8. „Superstar” (Leon Russell, Bonnie Bramlett)
  9. „Rainy Days and Mondays” (Paul Williams, Roger Nichols)
  10. „Goodbye to Love” (Richard Carpenter, John Bettis)
2. „We've Only Just Begun” (Paul Williams, Roger Nicholls) – 3:52

## Twórcy
- Richard Carpenter – instrumenty klawiszowe, wokal
- Karen Carpenter – perkusja, instrumenty perkusyjne, wokal
- Bob Messenger – gitara basowa, instrumenty klawiszowe, saksofon tenorowy, flet
- Cubby O’Brien – perkusja
- Doug Strawn – instrumenty klawiszowe, klarnet, chórki
- Tony Peluso – gitara, instrumenty klawiszowe, gitara basowa
- Dan Woodhams – gitara basowa, chórki